# Слизисто-гнійні виділення
Слизисто-гнійні виділення — це виділення або виділення рідини, що містить слиз та гній з ока, носу, шийки матки, піхви чи іншої частини тіла внаслідок інфекції або запалення.
Типи включають:
- В Офтальмогії, слизисто-гнійні виділення з очей, що потрапили на вії, є характерною ознакою бактеріального кон'юнктивіту. Нормальне накопичення сліз, слизу, або бруду (порівняйте rheum) що з'являється на краю повік після сну не є слизово-гнійними виділеннями, так як не містить гною.
- Вагінальні виділення